# Il Mago
Il Mago is een reisbrief van Louis Couperus die voor het eerst in 1945 als zelfstandige boekuitgave verscheen; in 1983 en 1984 verscheen het in twee bibliofiele uitgaafjes.

## Geschiedenis
In de jaren 1910 publiceerde Couperus verschillende verhalen of schetsen in Groot Nederland en in Het Vaderland.
Deze reisbrief verhaalt hoe Couperus met zijn vriend Orlando in de buurt van Siena een oude ‘tovenaar’ ontmoet die Couperus de toekomst voorspelt.
De reisbrief werd met andere feuilletons gebundeld in Korte arabesken, nu eens niet uitgegeven door zijn vaste uitgever L.J. Veen,  maar door de Maatschappij ter verspreiding van Goede en Goedkoope Lectuur, normaliter aangeduid als de Wereldbibliotheek, naar de bekendste serie van die uitgeverij. Veen had Couperus overigens wel naar die maatschappij verwezen, omdat hij nu eens zijn werk als goedkope 'Spoorweglectuur' wilde laten uitgeven in grote oplagen, zoals hij dat in het buitenland wel zag. Veen wilde zich daar niet aan wagen en verwees dus door.
In 1945, 1983 en 1984 verscheen het ook nog als afzonderlijk uitgaafje.

### Uitgave (1945)
In 1945 nam de Wereldbibliotheek deze reisbrief over uit de door deze uitgeverij in 1911 gedrukte bundel Korte arabesken. Het werd op klein formaat gedrukt en aangeboden aan de leden van de WB-vereniging. Het bestaat in verschillende uitvoeringen: gedrukt op verschillende, meer of minder dikke papiersoorten en in meer of minder roze getinte omslag ingebonden.

### Uitgave (1983)
In 1983 werd de reisbrief door de Amsterdamse Watersnip-pers met de hand gezet en gedrukt in een ongenummerde oplage van 30 exemplaren. Voor de uitgave gebruikte de drukker de 12 p. Columbia van Walther H. McKay. Voor de titelpagina gebruikte hij de letter Quick van Howard A. Trafton. Voor de initiaal werd de Open Egmont van S.H. de Roos gebruikt.

### Uitgave (1984)
In 1984 gaf Bas Arnold, van uitgeverij Bembo, de reisbrief opnieuw uit, op bijna hetzelfde formaat en in vrijwel dezelfde uitvoering als die van de WB uit 1945. Het verscheen in een met de hand genummerde oplage van 150 exemplaren. De uitgave is niet gedateerd.